# Эггерн
Эггерн (нем. Eggern) — ярмарочная коммуна (нем. Marktgemeinde) в Австрии, в федеральной земле Нижняя Австрия.
Входит в состав округа Гмюнд. Население составляет 771 человек (на 31 декабря 2005 года). Занимает площадь 20,2 км². Официальный код — 30904.

## Политическая ситуация
Бургомистр коммуны — Херберт Циммерман (АНП) по результатам выборов 2005 года.
Совет представителей коммуны (нем. Gemeinderat) состоит из 15 мест.
- АНП занимает 11 мест.
- СДПА занимает 4 места.